# Nghiêm Đằng
Nghiêm Đằng (3 tháng 4 năm 1914 – 10 tháng 12 năm 1990) là giáo sư người Việt Nam và nguyên Phó Viện trưởng Học viện Quốc gia Hành chánh Việt Nam Cộng hòa.

## Tiểu sử
Nghiêm Đằng sinh ngày 3 tháng 4 năm 1914 tại Hà Nội, Bắc Kỳ, Liên bang Đông Dương.:195 Cha ông tên Nghiêm Hoàn Luyến, từng là quan chức nhà Nguyễn, cũng là em trai của phó bảng Nghiêm Châu Tuệ. Ông có hai người em trai là Nghiêm Mỹ về sau trở thành nhà ngoại giao Việt Nam Cộng hòa,:532 và Nghiêm Thẩm sau trở thành giáo sư khảo cổ học.:730-733
Từ năm 1954 đến 1955, ông giữ chức vụ Phó Viện trưởng Trường Quốc gia Hành chánh Đà Lạt (tiền thân của Học viện Quốc gia Hành chánh).:195 Từ năm 1955, ông là giáo sư và Phó Viện trưởng Học viện Quốc gia Hành chánh.:195
Nghiêm Đằng qua đời ngày 10 tháng 12 năm 1990 tại Cagnes-sur-Mer, Alpes-Maritimes, Pháp.

## Vinh danh
- Chương Mỹ Bội Tinh Đệ Nhất Hạng[1]:195